# 松永贞德

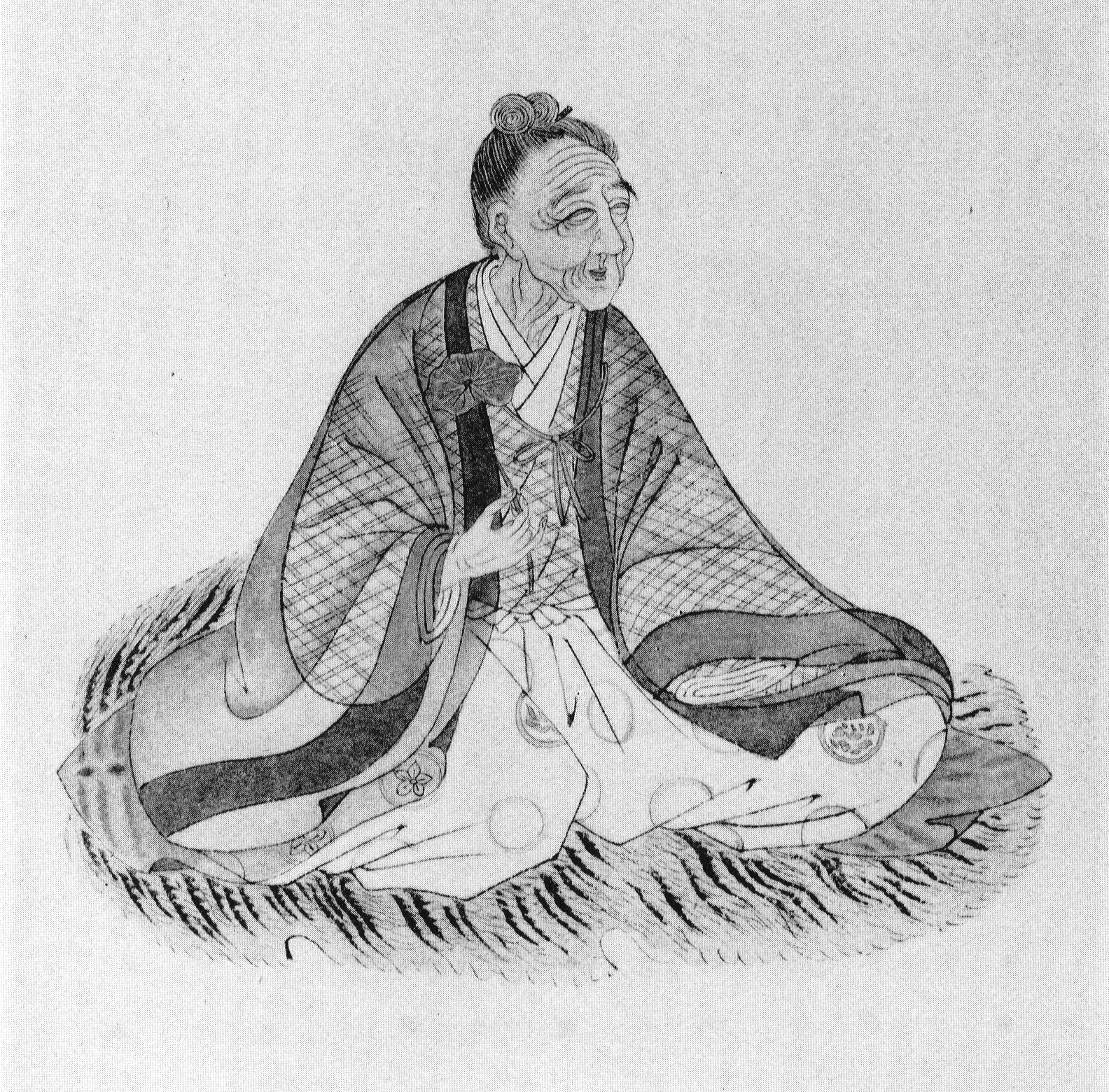
松永貞德像

松永贞德（1570年－1653年），日本德川时代俳句詩人，京都人，别号逍遥轩、长头丸、延陀丸、松友、五条翁、花咲翁、明心居士等。致力于俳谐，祥细制定俳谐格律，自号“俳谐中兴之祖”，日本曾于庆长三年（1598）赐号“花之本”（自镰仓時代、室町时代以降，日本政府授给最佳连歌师的称号，一个时代仅限一人），许为“俳谐宗匠”，后人将山崎宗鉴、荒木田守武和他并称“俳谐三祖”。